# Ukaleq Slettemark
Ukaleq Astri Slettemark est une biathlète groenlandaise, née le 9 septembre 2001 à Nuuk.

## Biographie
Elle est la fille des biathlètes et fondeurs Øystein Slettemark et Uiloq Slettemark, qui sont aussi ses entraîneurs. Son frère Sondre est aussi biathlète.
La biathlète fait ses débuts internationaux dans la Coupe IBU junior en décembre 2016.
En 2018, alors membre du club Geilo IL, elle remporte la Coupe de Norvège chez les jeunes et se classe quatrième de la poursuite aux Championnats du monde jeunesse. Un an plus tard, à Osrblie, elle devient championne du monde chez les jeunes de l'individuel en réussissant un vingt sur vingt au tir. Depuis 2020, elle s'entraîne avec l'équipe nationale norvégienne espoir.
Grâce à ses résultats en 2020 (notamment une dixième place en IBU Cup à Sjusjøen), elle reçoit une place pour participer à la Coupe du monde en décembre 2020 à Hochfilzen. Quelques semaines plus tard, elle prend part à ses premiers championnats du monde dans l'élite à Pokljuka.
Alors qu'elle n'avait jusqu'alors jamais figuré dans le top 50 d'une épreuve au plus haut niveau, elle marque ses premiers points en coupe du monde en janvier 2023 en signant le meilleur résultat de sa carrière (21e de l'individuel de Ruhpolding).
Elle est l’une des ambassadrices de l’IBU pour le développement durable. Elle indique qu' « au Groenland, j’ai vu le recul des glaciers de mes propres yeux. Ça m’a permis de prendre conscience de l’impact du changement climatique de manière très personnelle. Il ne s’agit pas uniquement de sport, il faut protéger notre monde pour les générations futures ».

## Palmarès

### Jeux olympiques
| Édition / Épreuve | Individuel | Sprint | Poursuite | Mass start | Relais | Relais mixte |
| ----------------- | ---------- | ------ | --------- | ---------- | ------ | ------------ |
| Pékin 2022        | 53e        | 65e    | —         | —          | —      | —            |

Légende :
- — : non disputée par Slettemark

### Championnats du monde
| Édition / Épreuve | Individuel | Sprint | Poursuite | Mass start | Relais | Relais mixte | Relais mixte simple |
| ----------------- | ---------- | ------ | --------- | ---------- | ------ | ------------ | ------------------- |
| Pokljuka 2021     | 65e        | 77e    | —         | —          | —      | —            | —                   |
| Oberhof 2023      | 88e        | 56e    | DNS       | —          | —      | —            | —                   |
| Nové Město 2024   | 65e        | 77e    | —         | —          | —      | —            | —                   |
| Lenzerheide 2025  | 88e        | 72e    | —         | —          | —      | —            | 23e                 |

Légende :
- — : non disputée par Slettemark

### Championnats du monde jeunesse
- Médaille d'or de l'individuel en 2019 à Osrblie.